# Recipiente de pressão composto revestido
Um vaso de pressão envolto em composto (COPV) é um vaso que consiste em um revestimento não estrutural fino envolto em um composto de fibra estrutural, projetado para manter um fluido sob pressão. O "forro" fornece uma barreira entre o fluido e o compósito, evitando vazamentos que podem ocorrer por meio de microfissuras da matriz que não causam falha estrutural e degradação química da estrutura. Em geral, um escudo protetor é aplicado para blindagem de proteção contra danos por impacto. Os compósitos mais comumente usados são polímeros reforçados com fibra (FRP), usando fibras de carbono e kevlar. A principal vantagem de um COPV em comparação com um vaso de pressão metálico de tamanho semelhante é menor peso; COPVs, no entanto, têm um custo maior de fabricação e certificação.

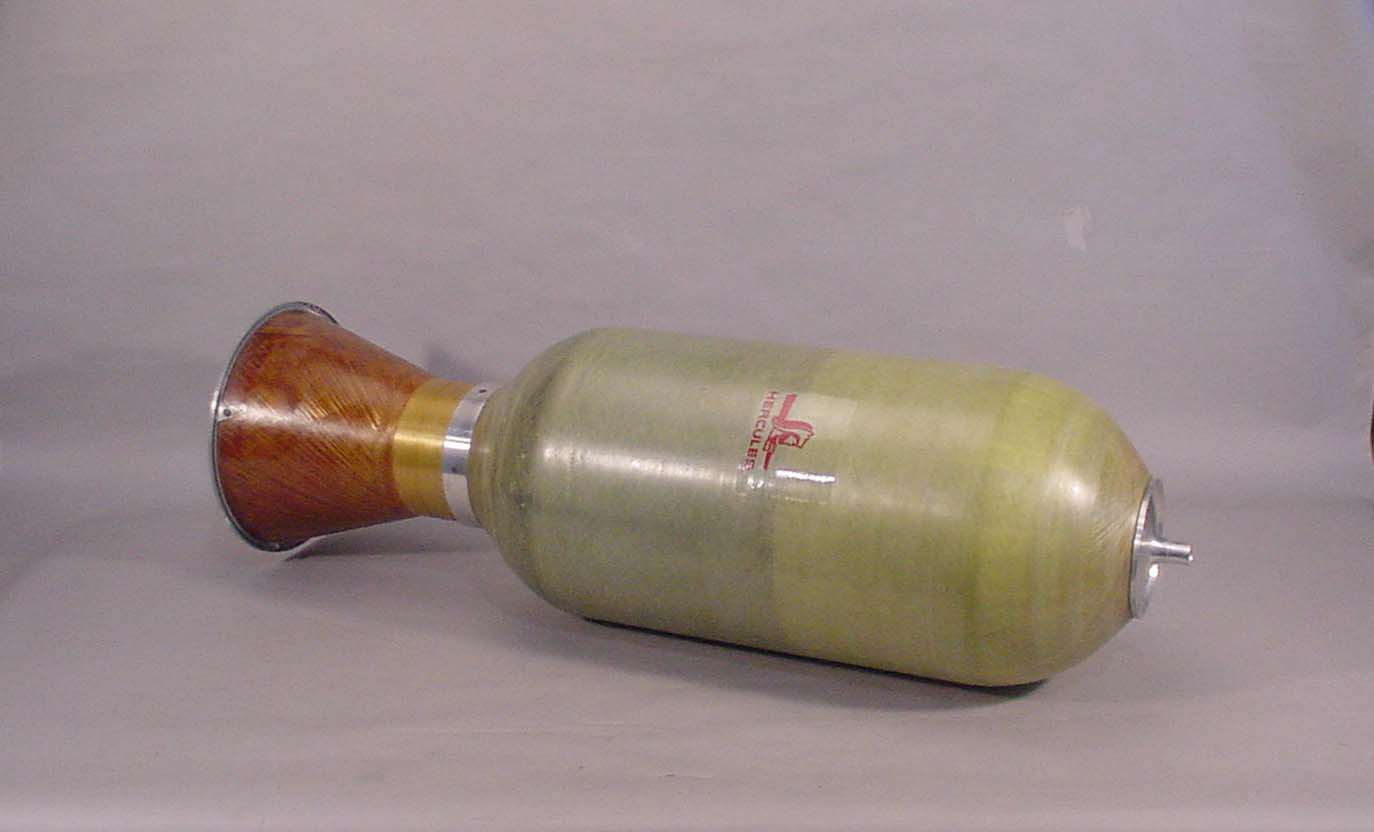
Revestimento do estágio do foguete Altair, essencialmente um vaso de pressão envolto em composto de fibra de vidro

## Visão geral
Um vaso de pressão envolto em composto (COPV) é feito de ou composto de fibra estrutural, projetado para manter um fluido sob pressão. Eles são usados em voos espaciais devido à sua alta resistência e baixo peso.

## Manufatura
Os COPVs são comumente fabricados enrolando fita de fibra de alta resistência à tração impregnada de resina diretamente em um revestimento metálico cilíndrico ou esférico. Um robô coloca a fita de forma que as fibras fiquem retas e não se cruzem ou dobrem, o que criaria uma concentração de tensão na fibra e também garante que haja espaços ou vazios mínimos entre as fitas. Todo o recipiente é então aquecido em um forno com temperatura controlada para endurecer a resina composta.
Durante a fabricação, os COPVs passam por um processo chamado autofrettage. A unidade é pressurizada e o revestimento se expande e se deforma plasticamente (permanentemente), resultando em um aumento de volume permanente. A pressão é então aliviada e o revestimento contrai uma pequena quantidade, sendo carregado em compressão pelo invólucro próximo ao seu ponto de escoamento compressivo. Esta deformação residual melhora o ciclo de vida. Outra razão para autofrettage um vaso é verificar se o aumento de volume através dos vasos de pressão em uma linha de produto permanece dentro de uma faixa esperada. Um crescimento de volume maior do que o normal pode indicar defeitos de fabricação, como vazios de overwrap, um alto gradiente de tensão através das camadas de overwrap ou outros danos.

## Envelhecimento
Três componentes principais afetam a resistência dos COPVs devido ao envelhecimento: fadiga do ciclo, vida útil do invólucro e vida útil à ruptura.

## Falhas
Os COPVs podem estar sujeitos a um modo complexo de falhas. Em 2016, um foguete Falcon 9 da SpaceX explodiu na plataforma devido à falha de um COPV dentro do tanque de oxigênio líquido: a falha resultou do acúmulo de oxigênio sólido congelado entre o revestimento de alumínio do COPV e o invólucro composto em um vazio ou fivela . O oxigênio aprisionado pode quebrar as fibras do invólucro ou causar atrito entre as fibras à medida que incha, inflamando as fibras no oxigênio puro e causando a falha do COPV. Uma falha semelhante ocorreu em 2015 no CRS-7 quando o COPV estourou, fazendo com que o tanque de oxigênio superpressurizasse e explodisse 139 segundos em voo.